# Chenopodium variabile
Chenopodium variabile är en amarantväxtart som beskrevs av Paul Aellen. Chenopodium variabile ingår i släktet ogräsmållor, och familjen amarantväxter. Utöver nominatformen finns också underarten C. v. nelsonii.